# Carl-Fredrik Leckström
Carl-Fredrik Augustinus Leckström, född 14 januari 1893 i Mariefred, död 17 maj 1970 i Katarina församling i Stockholm, var en svensk skådespelare.
Leckström gravsattes i Gustav Vasa kyrkas kolumbarium i Stockholm.

## Filmografi
- 1943 – Kvinnor i fångenskap
- 1945 – Möte i natten
- 1949 – Boman får snurren
- 1949 – Greven från gränden

## Teater

### Roller (ej komplett)
| År   | Roll                | Produktion                                                                                        | Regi              | Teater        |
| ---- | ------------------- | ------------------------------------------------------------------------------------------------- | ----------------- | ------------- |
| 1923 | En poliskommissarie | Gri-Gri Paul Lincke, Heinrich Bolten-Baeckers och Jules Chancel                                   | Elvin Ottoson     | Oscarsteatern |
| 1933 | Livgardisten        | De tre musketörerna Alexandre Dumas den äldre, Rudolf Schantzer, Ernst Welisch och Ralph Benatzky | Nils Johannisson  | Oscarsteatern |
| 1934 | Tofolo              | Paganini Franz Lehár, Paul Kneppler och Beda Jenbach                                              | Harry Stangenberg | Oscarsteatern |